# Bre Scullark
Brittany "Bre" Scullark (Harlem, Nueva York, 26 de abril de 1985) es una modelo y actriz estadounidense. Ella ocupó el tercer lugar en el ciclo 5 de America's Next Top Model.

## Primeros años
Scullark nació en Harlem, Nueva York. Comenzó a nadar competitivamente cuando tenía 9 años. Asistió a escuelas católicas en primaria y secundaria. Para la escuela secundaria asistió a Ramapo High School en Spring Valley, Nueva York (Condado de Rockland). Era estudiante en Sullivan County Community College en el estado de Nueva York, donde estudió ventas internacionales e internado en la sala de exposición de Vincent Nessi. Su primer desfile de modas fue el desfile de moda Juneteenth en Nueva York.

## America's Next Top Model
Scullark fue la quinta concursante seleccionada para el ciclo 5. Durante su estadía, ganó dos retos, fue elegida como «Covergirl de la semana» dos veces y recibió un primer llamado. Estuvo involucrada en una discusión con su compañera Nicole Linkletter cuando la acusó de robar sus barras de granola, y tomó represalias al deshacerse de todas las bebidas energéticas Redletter de Linkletter. Ambas se negaron a hablar civilmente hasta que se reconciliaron durante un día en Londres cuando fueron emparejadas, originalmente para su consternación. En 2011, Lisa D'Amato confesó que había robado la barras de granola. Scullark estuvo en las dos últimas cuatro veces. A pesar de su mejoría, fue eliminada en su quinta aparición en las dos últimas y quedó en tercer lugar en la competencia.
Scullark apareció en el episodio cuatro del ciclo 7 para criticar a las modelos sobre sus pasarelas, y en un episodio de ciclo 8 posando con la eventual ganadora, Jaslene González. Bre y Lisa representaron su ciclo en la primera edición All-Stars del programa junto con otras doce exparticipantes. Scullark quedó en décimo puesto en la general cuando perdió contra la exconcursante del ciclo 16, Alexandria Everett.

## Carrera
Scullark actualmente está trabajando para Ford Models en Nueva York, Chicago, Miami y Los Ángeles. Ella ha hecho algunos rasgos de Ask Bre con ellos.

### Pasarela
Ha participado en muchos desfiles de moda como BET's Rip the Runway y Hot 97's Fashion Show. Otros créditos en la pasarela incluyen a Valentino y Nicole Miller. Modeló para Doucette Duvall para la Semana de la Moda de Nueva York Otoño/Invierno 2008.

### Trabajo impreso
Ha aparecido en la revista Vibe, Essence, Elle Girl y Hype Hair. Junto con Nik Pace y Nicole Linkletter, compartieron un desplegado en US Weeklydiciembre de 2005. También ha estado en la revista Instyle. Scullark tuvo una portada y un desplegado para la revista Mahogany en el otoño de 2006. Hizo un desplegado para la Knit 1 y apareció en la edición de abril de 2007 de la revista Cover. Ella ha hecho trabajos impresos para Doucette Duvall. Scullark estuvo en la edición de junio y julio de 2008 de Cosmogirl. Ella también tuvo un diferencial en la edición de junio de Six Degrees. Ha modelado para Real Simple. También apareció en anuncios para Sisters of Shine Tour de Pantene y Vaseline, Sears, Kmart y Piper and Blue Jeans de Walmart. Ella apareció en el número de diciembre de 2008 de la revista Ebony.

### Comerciales
Ella también ha aparecido en anuncios para Target, Old Navy y Pantene. Es actualmente una modelo radial para productos de cuidado de la piel Ambi para mujeres de color. Aparece en la parte frontal de los kits de cajas de tintes de cabello para productos de coloración Dark and Lovely. Ha aparecido como uno de las «Top Models en acción» de CoverGirl. También apareció en un comercial de Garnier, HerbaShine, a finales de 2010.

### Filantropía
Scullark también es portavoz de Drop Dead Gorgeous, una organización sin fines de lucro que trabaja contra el tráfico sexual de menores.

### Otros
Apareció en el video musical «Change Me» de Ruben Studdard. Fue presentadora de Certified,  un programa de música. Scullark apareció muchas veces en the Tyra Banks Show, incluyendo un episodio en el que modeló para Jill Stuart. Fue entrevistada en la edición de septiembre de 2008 de la revista Ebony en un artículo sobre el «apagón» de la industria de la moda titulado: Where are all the black models. Ella apareció en un comercial de Ambi. Scullark apareció en el video musical «Lotus Flower Bomb» de Wale y Miguel. Ella apareció en Tyler Perry's For Better or Worse. También apareció en un episodio de CSI. En 2012, participó en un canal de YouTube, «damodel69», que también estaba en «Da'model Salon». En 2013, apareció en Let the Church Say Amen, una película dirigida por Regina King.